# Die Deutsche Wochenschau
Die Deutsche Wochenschau (trad.: il cinegiornale settimanale tedesco) è stata una serie di cinegiornali nazisti distribuiti in Germania dal 1940 fino al termine della seconda guerra mondiale. 

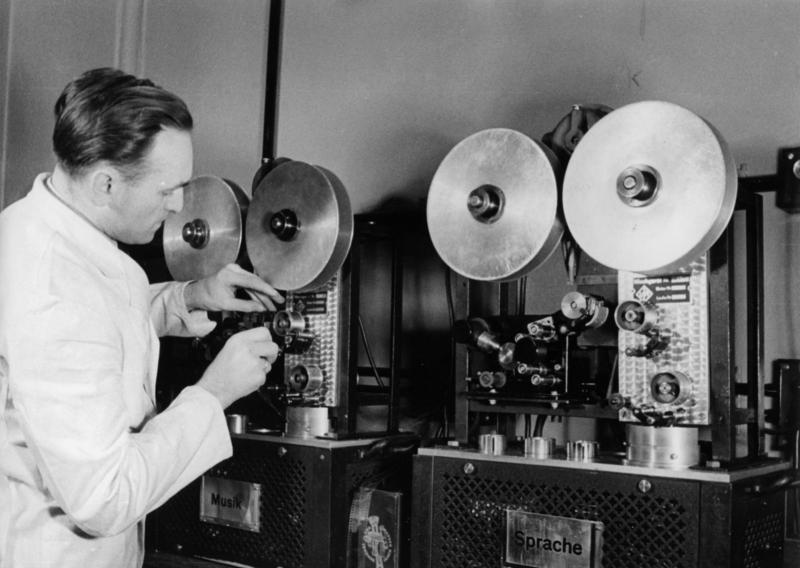
Sala di missaggio del Die Deutsche Wochenschau.

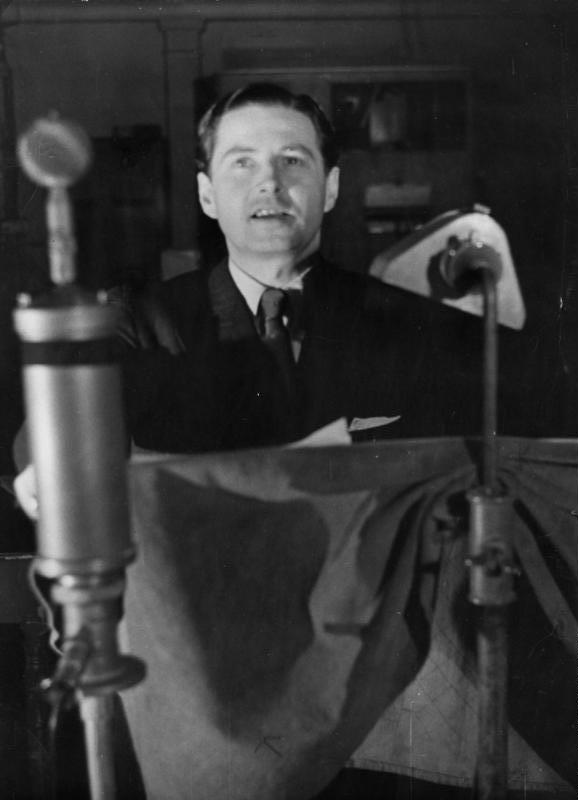
Lo speaker Harry Giese del Die Deutsche Wochenschau.

## Storia
Il Ministero della Propaganda della Germania nazista, con a capo Joseph Goebbels, fin dalla sua istituzione, nel marzo 1933, si dedicò alla censura dei cinegiornali prodotti nel paese. Fino alla fine degli anni trenta, tuttavia, non si ritenne opportuno accorpare i quattro cinegiornali prodotti nel Reich (Ufa-Tonwoche, Deulig-Tonwoche, Tobis-Woche e Fox-Tönende Wochenschau), dal momento che Goebbles preferiva che l'azione della propaganda fosse meno evidente.
Con lo scoppio della guerra i cinegiornali vennero raggruppati in una sola società di produzione e nel luglio 1940 nacque la Die Deutsche Wochenschau. Questo fu l'unico cinegiornale ad essere prodotto in Germania fino alla fine della seconda guerra mondiale. Fu un veicolo di propaganda nazista e produsse anche alcuni film di argomento propagandistico sull'attività del nazismo nella società tedesca. Die Deutsche Wochenschau venne proiettato anche nei territori occupati dall'esercito tedesco e annessi al Terzo Reich, come l'Austria ed il Granducato di Lussemburgo. Per gli altri paesi occupati, o nazioni neutrali come la Svezia, venne realizzato un altro cinegiornale, Auslandstonwoche.